# Kraaihei
Kraaihei (Empetrum nigrum) is een soort uit de heidefamilie (Ericaceae).

## Naam
Kraaihei dankt haar Nederlandse triviale naam aan het gegeven dat de vruchten worden gegeten door kraaien, die zo voor de zaadverspreiding zorgen. Haar botanische naam betekent "op steen" en refereert aan het gebruikelijke voorkomen van de plant op rotsen met een laagje humus.

## Determinatie
Kraaihei is een groenblijvende dwergstruik die een hoogte bereikt van 15–45 cm. De plant vormt matten van kruipende, liggende of opstijgende twijgjes die wijd vertakt zijn. De takken zijn dicht bezet met lijnvormige of lijnwerpige, circa 6 × 2 mm grote bladeren. De bladeren hebben een sterk omgerolde rand. Ze zijn glanzend diepgroen, behalve in de winter en het vroege voorjaar wanneer ze overwegend rood gekleurd zijn.
De soort bloeit in april en mei met eenslachtige bloemen, die in de bladoksels staan. De kroonbladen zijn 2-2,5 mm lang. De donkerpaarse, vrouwelijke bloemen hebben zes tot negen stempels. De mannelijke bloemen zijn roze.
De zwarte, 5–8 mm grote vrucht is een besachtige steenvrucht met zes tot negen stenen.

## Verspreiding en ecologie
Kraaihei komt behalve op het noordelijk halfrond voor in het Zuid-Amerikaanse Andesgebergte. In Nederland groeit ze ten noorden van de lijn Nieuwkoop–Denekamp, vooral op de Waddeneilanden is de soort algemeen. In Vlaanderen is ze afwezig en in Wallonië zeldzaam. Het is een xerofyt, die echter in vochtige omstandigheden weet te gedijen. Vindplaatsen zijn zonnige tot licht beschaduwde plekken met zure zandgrond op de noordzijde van (duin)hellingen, in bergvalleien, naaldbossen, hoogveen en veenrietland.

### Syntaxonomie
In de syntaxonomie staat kraaihei binnen de dwergstruwelen te boek als zwakke kensoort voor het kraaihei-verbond (Empetrion nigri).

### Allelopathische eigenschappen
Een belangrijke eigenschap van kraaihei is de mogelijkheid andere planten in de nabije omgeving in het kiemen of bij de groei van wortels te behinderen. Een phenol, Batatasin-III, schijnt hier een grote rol te spelen. Bij de bosbouw wordt deze eigenschap als nadeel gezien, aangezien het voorkomen van kraaiheide de groei van naaldbomen negatief beïnvloedt.

## Gebruik
De bittere vruchten zijn eetbaar, maar worden in veel landen niet gegeten. In Scandinavische landen worden ze evenwel vaak tot compote of sap verwerkt. Op IJsland is het gebruik al vanaf het jaar 1204 gedocumenteerd en worden de bessen eveneens als middel tegen buikpijn ingezet. Die laatste toepassing is ook in Korea bekend.

## Ondersoorten
- E. n. subsp. albidum
- E. n. subsp. androgynum
- E. n. subsp. asiaticum
- E. n. subsp. caucasicum
- E. n. subsp. hermaphroditum - de enige bisexuele ondersoort
- E. n. subsp. kardakovii
- E. n. subsp. nigrum
- E. n. subsp. sibiricum

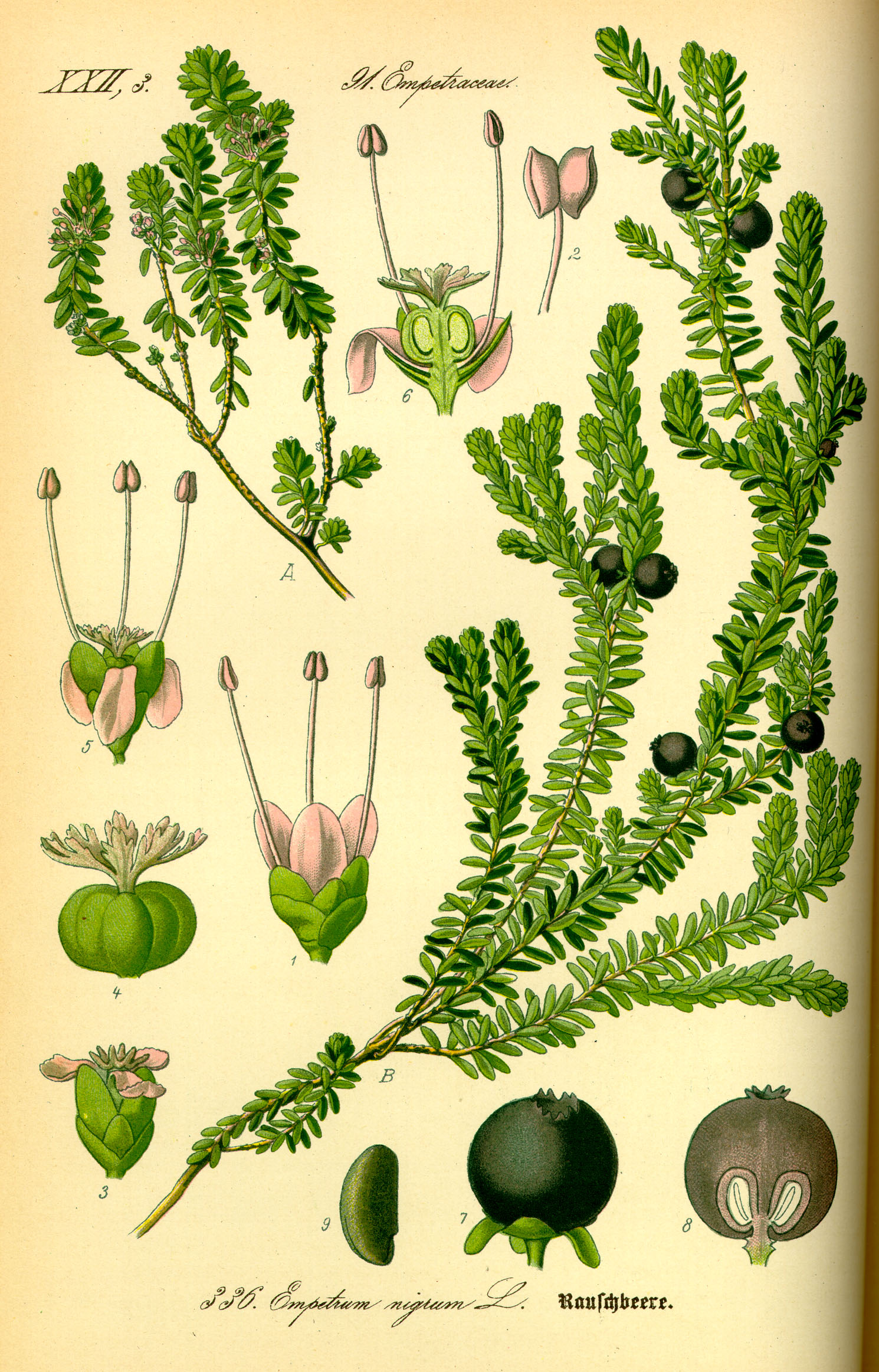
De ondersoort Empetrum nigrum subsp. nigrum heeft eenslachtige en de ondersoort Empetrum nigrum subsp. hermaphroditum tweeslachtige bloemen